# Lostprophets
Lostprophets — рок-группа из Уэльса, основанная в 1997 году. Они выпустили несколько демозаписей, 5 студийных альбомов и 15 синглов. Их первый альбом, Thefakesoundofprogress, был изначально записан за одну неделю при расходах всего 4000 фунтов стерлингов и был задуман поначалу как демоальбом, но группа перезаписала и переиздала альбом в гораздо больших масштабах на лейбле Columbia Records в США, хотя в Великобритании они оставались с Visible Noise. Затем, в 2004 году, был выпущен Start Something, а в 2006 — Liberation Transmission, оба альбома получили неоднозначные отзывы критиков. В 2012 году вокалист группы Иан Уоткинс был обвинён в многочисленных сексуальных преступлениях против детей. В ноябре 2013 года он признал себя виновным по тринадцати обвинениям, включая сговор с целью изнасилования, хранение и распространение детского порно, и приговорён к тюремному заключению. Коллектив официально объявил о распаде в октябре 2013 года.

## История

### Ранние годы (1997—2000)
Группа сформирована в 1997 году в городе Понтиприт, на 19 километров севернее Кардиффа. Lostprophets основаны двумя членами музыкального коллектива Public Disturbance — барабанщиком Ианом Уоткинсом и гитаристом Майком Льюисом. Они оба поначалу не покидали Public Disturbance, хотя Уоткинс ушёл довольно быстро, в 1998. Он стал вокалистом, а Льюис (не покидавший Public Disturbance до 2000 года) играл на бас-гитаре. В группе играли также гитарист Ли Гейз, барабанщик Майк Чиплин и DJ Stepzak.
Lostprophets начинали как часть набирающей силу южно-валлийской сцены под именем Lozt Prophetz. Под этим именем группа записала 2 мини-альбома: Here Comes the Party и Para Todas las Putas Celosas (название переводится на английский как For All the Jealous Whores). Третий EP, The Fake Sound of Progress, был записан под именем Lostprophets. Первые 3 трека с этого демо были перезаписаны для их дебютного альбома: заглавный трек, MOAC Supreme (A Thousand Apologies) и Stopquote (Awkward). Все три EP сейчас очень редки.
На группу обратил внимание журнал Kerrang!, и они были приглашены на выступление в Лондоне. Журнал Metal Hammer также дал им отличную оценку (10/10) в рецензии на EP Para Todas las Putas Celosas. Независимый лейбл Visible Noise впоследствии дал возможность записать сингл в 1999 году. Группа провела почти весь 1999 год в работе над новым материалом со Стюартом Ричардсоном, который присоединился к коллективу как бас-гитарист. Майк Льюис, всё ещё игравший в Public Disturbance, спустя год окончательно покинул эту группу, чтобы уделять больше внимания Lostprophets.

### The fake sound of progress(2000—2002)
В 1999 году Lostprophets подписали контракт с Visible Noise Records. На этом лейбле был выпущен их первый альбом, Thefakesoundofprogress. Он был записан меньше, чем за 2 недели. В альбоме прослеживается множество разных влияний, включая альбом группы Refused — The Shape of Punk to Come, который был выпущен годом раньше до того, как Lostprophets начали работать над их дебютным альбомом. Вскоре после выхода альбома DJ Stepzak решил покинуть группу и на его место встал Джейми Оливер, который присоединился к ним из-за того, что был другом Иана Уоткинса и ему хотелось получить возможность съездить с ними в тур.
Затем группа подписала контракт с Columbia Records, хотя в Европе их записи продолжали издаваться на лейбле Visible Noise. Группа работала с известным продюсером Майклом Барбиеро над перезаписью альбома, и в ноябре 2001 года была издана новая версия. Этот альбом посвящён Стиву Куксону, поклоннику группы, погибшему в автокатастрофе по пути на концерт. Выход альбома отделил некоторую часть фанатов коллектива. Из андерграундной музыкальной сцены, где они получили первый успех, послышались первые обвинения в адрес Lostprophets о том, что они «продали себя».
В этот период группа обеспечила себе сильную поддержку, играя на одной сцене с Linkin Park, Deftones и Taproot. Они также принимали участие в успешном туре Nu-Titans вместе с Defenestration среди других британских металлических групп. Lostprophets вместе с Lagwagon были хедлайнерами на Deconstruction Tour 2002 года в Лондоне. Они играли вместе с группами, играющими более традиционный панк-рок. Это вызвало враждебность со стороны некоторых слушателей, заскучавших на выступлении Lostprophets. На сцену полетели бутылки и группе пришлось закончить своё выступление раньше, чем планировалось.

### Start Something(2003—2004)
После окончания тура в поддержку Thefakesoundofprogress, группа взяла короткий перерыв перед началом записи нового материала для альбома Start Something на Frontline Studios в Кайрфилли, Уэльс. Потом они работали в Bigfoot Studio в Лос-Анджелесе с марта по сентябрь 2003 с продюсером Эриком Валентайном. Он работал с такими группами, как Queens of the Stone Age и Good Charlotte.
Первое, что услышали фанаты, была песня Burn Burn, клип на которую попал в ротацию на спутниковых и кабельных каналах — MTV2, Kerrang! и TV Scuzz. Песня получила некоторую критику, к примеру за то, что начало очень сильно напоминало песню Mother Mary с альбома Water & Solutions группы FAR. Lostprophets даже сами упоминали в интервью, что пение имеет несомненное сходство с песней Adamski — Killer.
Сингл был издан 3 ноября 2003 года. Альбом должен был выйти практически сразу после выхода сингла. Но выпуск альбома откладывался несколько раз, как и тур по Великобритании. Группа переназначила отменённые выступления за исключением их появления на Reading and Leeds Festival. В интервью в журналах они объяснили это тем, что им пришлось бы покидать студию, когда альбом готов лишь наполовину.
Альбом был издан в Великобритании 2 февраля 2004, и получил коммерческий успех, заработав 4 место в британском чарте альбомов. Было продано 2,5 миллиона копий альбома по всему миру. Отзывы критиков из популярных изданий был в целом позитивными, хотя реакция от таких журналов, как Kerrang!, Metal Hammer и Rock Sound была довольно прохладной.
Для раскрутки альбома группа гастролировала по Северной Америке, Европе, а также в составе фестиваля Big Day Out в Австралии и Новой Зеландии. Тур закончился 21 ноября 2004 на стадионе Cardiff International Arena.

### Liberation Transmission(2005—2007)
19 июня 2005 года Майк Чиплин, один из основателей группы, покинул её. Он присоединился к The Unsung. Он также открыл собственную студию для молодых людей, которые хотят основать собственные коллективы. Оставшиеся члены группы начали работу над материалом к следующему альбому. Многим не понравилось то, что между выходами Thefakesoundofprogress и Start Something прошло много времени, поэтому в разных интервью участники упоминали, что им хотелось бы выпустить альбом в начале 2006 года.
Как и в случае со Start Something, было сначала сделано несколько демозаписей (где Иан играл на ударных) в Великобритании, а закончен альбом был в США. Liberation Transmission записывался на Гавайях, группа работала с продюсером Бобом Роком. Ударник Джош Фриз, участник групп The Vandals и A Perfect Circle, участвовал в записи десяти из двенадцати треков на альбоме. (Илан Рубин участвовал в записи Everybody’s Screaming и For All These Times Son, for All These Times)
Группа сыграла серию мелких выступлений в Южном Уэльсе. Также они вместе с My Chemical Romance были хедлайнерами на Give It a Name, двухдневном фестивале. На этих шоу произошло первое появление Илана Рубина за ударными, ему тогда было 17 лет, а также премьеры песен Rooftops, A Town Called Hipocrisy и The New Transmission.
Сам альбом был выпущен 26 июня 2006 года (в США — 27 июня), и стал первым альбомом Lostprophets, завоевавшим первую позицию в британском чарте альбомов. На пластинке стало заметно то, что группа приобрела более современное звучание с намного меньшим использованием скриминга, чем на предыдущих релизах (за исключением первой песни Everyday Combat). Комментарии участников к альбому были похожими на те, что они давали к Thefakesoundofprogress. Поклонники со стажем критиковали коллектив за то, что Liberation Transmission — ещё больший отход от первоначального звучания, чем Start Something. Уоткинс сказал, что любой коллектив может создавать современную музыку, но нужен настоящий талант, чтобы делать хорошую популярную музыку, которую людям хотелось бы слушать, но в то же время оставаться верным себе.
Lostprophets начали полноценный тур по Великобритании 3 июля 2006. Группа взяла к себе в поддержку несколько других коллективов из Южного Уэльса. Следующий тур начался в ноябре. Затем последовали гастроли в Европе — по Франции, Германии и нескольким другим странам. Главной поддержкой была группа The Blackout. Они вернулись в Великобританию для тура Arena в апреле 2007, который длился с 18 по 22 апреля. Были запланированы также поездки в Глазго, Манчестер, Бирмингем и Лондон. Lostprophets также играли на фестивале Full Ponty в Уэльсе 26 мая. Вместе с ними там были такие группы, как Taking Back Sunday и Paramore.

### The BetrayedиWeapons
Группа приступила к записи четвёртого альбома в начале 2007 года. Изначально планировалось выпустить его в 2007, но из-за гастролей и неудовлетворения результатами работы в студии альбом не вышел вовремя. Тем не менее, в течение года они работали и записали несколько треков с продюсером Джоном Фельдманном в Лос-Анджелесе.
Иан Уоткинс сказал, что он хотел бы, чтобы новый альбом был «неприличнее» и «темнее», чем предыдущие релизы. В своём блоге гитарист Майк Льюис сообщил, что Илан Рубин сыграл большую роль в записи альбома, и что участникам коллектива хотелось бы видеть Илана в качестве постоянного ударника.
Несколько новых треков было представлено публике в 2007, включая Next Stop Atrocity, For He’s a Jolly Good Felon, Dead и Weapon, хотя группа сообщила, что последней не будет на альбоме. Ближе к концу 2007 Уоткинс сообщил, что 14 песен было записано с Фельдманном и группа возьмёт перерыв на Рождественские праздники.
Ещё одна песня была представлена на V Festival: These Streets of Nowhere. Вскоре группа сообщила журналу Rock Sound, что они продолжают запись альбома. На выступлениях в Шеффилде и Бирмингеме было оглашено окончание записи альбома. Выпуск был намечен на весну 2009 года.
28 ноября 2008 группа представила новое видео из студии на их странице на MySpace. В видео группа записывает партию ударных для For He’s a Jolly Good Felon. Также в нём можно увидеть Иана и Джейми, работающими над песней Swivel Chair Antics.
31 декабря Иан вёл специальный новогодний концерт в Кардиффском университете. На нём присутствовали и другие валлийские группы — The Blackout, Kids in Glass Houses и Attack! Attack!.
7 января 2009 Иан рассказал в интервью журналу Kerrang!, что в апреле выйдет сингл, а в июне — сам альбом, который сейчас записывается в Kingsize Soundlabs. Также он сказал, что из-за неких проблем Джон Фельдманн и Боб Рок не могут спродюсировать альбом, поэтому сейчас в роли продюсера выступает басист группы — Стюарт Ричардсон. Уоткинс сказал, что альбом будет самым «честным» из всех, что группа издала раньше. Ещё было сказано, что они покинули американский лейбл и что последний тур по США стал для него худшими 3 месяцами его жизни: «Это уничтожало мою душу».
22 января появились слухи, что барабанщик Yellowcard Лонгинью Парсонс III присоединится к Lostprophets вместо ушедшего в Nine Inch Nails Илана Рубина, однако басист Стюарт Ричардсон в своём блоге опровергнул эти слухи.
4 июня Уоткинс заявил, что группа почти закончила микширование, осталось ещё поработать над трек-листингом, обложкой и переходами между песнями.
Выход альбома, получившего название The Betrayed состоялся 18 января 2010 года.
Новый альбом, получивший название Weapons, вышел в свет 2 апреля 2012 года. Новый сингл с альбома Better Off Dead доступен для прослушивания и бесплатного скачивания с официального сайта. Ранее группа несколько раз вживую исполняла другую песню с грядущего альбома — Bring 'Em Down. 20 февраля Bring 'Em Down была выложена в сеть и заявлена как второй сингл, 9 марта появился клип.

### Арест Уоткинса и распад коллектива
В декабре 2012 года вокалист группы был арестован по обвинению в педофилии. Обвинения в его адрес относились к периоду с мая по декабрь 2012 года. 35-летнего музыканта уличили в шести эпизодах педофилии. По данным полиции, он хотел склонить к сексу девочку младше 13 лет, сделать её интимные фотографии для себя или для дальнейшего распространения. Кроме того, он вместе с ещё одной женщиной обвиняется в планировании изнасилования её годовалого ребёнка. Также у Уоткинса нашли порнографические материалы со сценами зоофилии.
1 октября 2013 года в facebook-аккаунте было объявлено о распаде группы. В сообщении говорится, что группа приняла решение о распаде «после почти года попыток смириться с болью в сердце». Музыканты поблагодарили своих поклонников за поддержку. Сообщение подписано пятью участниками группы — Джейми Оливером, Люком Джонсоном, Ли Гейзом, Майком Льюисом и Стюартом Ричардсоном. Имени вокалиста Lostprophets Иана Уоткинса под сообщением нет.
В декабре 2013 Уоткинс был признан виновным и приговорён к 35 годам лишения свободы.
В апреле 2014 года, пять бывших участников группы совместно с Джеффом Рикли (бывшим солистом группы Thursday) организовали группу No Devotion.

## Стиль и влияния
Обычно стиль Lostprophets относят к ню-металу и хард-року. Не так часто их музыку определяют как пост-гранж и альтернативный рок. В музыке Lostprophets слились сильный звук гитар и поп-элементы.
Заметно также влияние панка и хеви-метала, и даже эмо. Все эти стороны в разной степени проявляются в песнях группы. Мощные, иногда мягкие мелодии сочетаются с агрессивными ударными, а голос вокалиста — с запоминающимися риффами. Обычно Lostprophets сравнивают с такими группами, как Faith No More, Simple Plan, Linkin Park, Limp Bizkit, Hoobastank и Incubus. Тексты песен группы часто носят чувство разочарования, развеяния иллюзий. Некоторые песни написаны на анти-милитаристскую тему.

## Участники группы
- Иан Уоткинс — вокал
- Джейми Оливер — синтезатор, вокал (с 2001)
- Ли Гейз — гитара, бэк-вокал
- Майк Льюис — ритм-гитара (с 1999), бас-гитара (1997—1999), бэк-вокал
- Стюарт Ричардсон — бас-гитара, бэк-вокал
- Люк Джонсон — ударные (с 2009)

### Бывшие участники
- Илан Рубин — ударные (2006—2009)
- Майк Чиплин — ударные (1997—2005)
- DJ Stepzak — синтезатор (1997—2001)

## Дискография

### Студийные альбомы
- 2000 — Thefakesoundofprogress
- 2004 — Start Something
- 2006 — Liberation Transmission
- 2010 — The Betrayed
- 2012 — Weapons